# Morten Slettemeås
Morten Slettemeås (nacido en 1975 en Gvarv) es un artista visual noruego. Fue educado en la Escuela de Bellas Artes Einar Granum, Oslo de 1996 a 1998 y en la Academia Nacional de Bellas Artes, Oslo de 1999 a 2003. Slettemeås es considerado uno de nuestros principales coloristas dentro de una tradición expresiva lírica.